# Yahya ben Yahya
Yahya ben Yahya (en árabe: يَحيَى بن يَحيَى) fue un emir idrísida que gobernó entre 864 y 874. Hijo de Yahya ben Muhámmad, a quien sucedió en el trono, es también conocido como Yahya II.
El historiador holandés Reinhart Dozy cuenta de este ulema y alfaquí algecireño: 
“Abderramán II se dejó dominar por un alfaquí, Yahya ben Yahya; por un músico, Ziryab; por un muladí eunuco, Nasr y por una apuesta mujer, Tarub”.
Falleció, posiblemente asesinado, en 874 y le sucedió en el trono su primo y suegro Alí ben Umar.
| Predecesor: Yahya ben Muhámmad | Emires idrísidas 864-874 | Sucesor: Alí ben Umar |